# Северская ТЭЦ
Северская ТЭЦ (ТЭЦ СХК) — тепловая электростанция в городе Северске, входит в состав Сибирского химического комбината.

## Производство
Мощности ТЭЦ вводились поэтапно в 1953—1961 годах. Имеет в составе 15 турбоагрегатов и 18 котлов, работающих на кузнецком каменном угле.
В соответствии с соглашением между Россией и США о прекращении производства оружейного плутония, все ядерные реакторы Сибирской АЭС летом 2008 года были остановлены. Для замещения мощностей закрываемых реакторов АДЭ-4 и АДЭ-5 Сибирской АЭС будет проведена реконструкция Северской ТЭЦ, завершение которой запланировано на 2008 год. Бюджет проекта составляет 285 млн долларов США и финансируется правительством США. По завершении реконструкции энергетическая мощность составит 738 МВт, тепловая — 1760 Гкал/час. Однако на конец 2008 года мощности Северской ТЭЦ не хватало для обеспечения теплом жителей города Северск.
Для замещения тепловой мощности АЭС также проведено расширение теплового комплекса Томского филиала ОАО «ТГК-11»
 В апреле 2007 года завершена реализация первого проекта — запущен новый котел на пиковой резервной котельной (ПРК) «Тепловых сетей» Томского филиала «ТГК-11». Замена одного из котлов ПРК на новый, позволила котельной перейти в базовый режим работы. И как раз новый котел (в дополнение к пяти водогрейным котлам) будет нести базовую нагрузку в отопительный сезон 2008—2009 годов. Нынешней зимой котел прошёл эксплуатационную проверку, и без каких-либо замечаний отработал больше двух месяцев. Мощность котла 120 гигакалорий в час, и он может выдавать необходимую тепловую нагрузку, работая и на газе.
В октябре 2009 года планируется ввести турбину Т-50 на Томской ГРЭС-2
По состоянию на март 2015 года установленная мощность ТЭЦ СХК составляет 549 МВт, при этом в 2015 году планируется к выводу мощность на 100 МВт (до 449 МВт). Состав действующего на начало 2013 года приведен в перечне генерирующего оборудования, технические характеристики которого, по имеющейся в ОАО «СО ЕЭС» информации, не соответствуют минимальным требованиям, необходимым для участия в КОМ на 2013—2016 годы.